# Giulio Cesare Viancini
Giulio Cesare Viancini (ur. 19 sierpnia 1726 w Savigliano, zm. 22 października 1797) – włoski duchowny rzymskokatolicki, w latach 1772-1796 arcybiskup ad personam Bielli.

## Życiorys
21 lutego 1750 został wyświęcony na diakona, a 14 marca przyjął święcenia kapłańskie. 4 maja 1763 został wybrany na arcybiskupa Sassari, wybór potwierdziła Stolica Apostolska 16 maja. Sakrę biskupią otrzymał 10 lipca 1763. 17 czerwca 1773 został wybrany na ordynariusza diecezji Biella, nominację zatwierdzono 7 września 1772, zaś ingres miał miejsce 1 października. Zmarł 22 października 1796.